# Kaukasiske sprog
De kaukasiske sprog er betegnelsen for nogle sprog, der findes omkring Kaukasus på grænsen mellem Asien og Europa. Det er en geografisk betegnelse: der er mindst tre ikke-beslægtede sprogfamilier:
- Nordvestkaukasisk
- Nordøstkaukasisk, deriblandt tjetjensk og ingusjisk
- Kartvelsk, også kaldet sydkaukasisk

Bemærk, at nogle sprog i området – geografisk set "kaukasisk" – tilhører andre sprogfamilier: azeri til den tyrkiske sprogfamilie, armensk og ossetisk til indoeuropæisk.